# Диасция
Диасция (лат. Diascia) — род растений семейства Норичниковые (Scrophulariaceae), включает, по данным сайта The Plant List, 68 видов однолетних и полулистопадных, изредка вечнозеленых, иногда столонных многолетников в большинстве своем происходящих с гор Южной Африки.

## Ботаническое описание
Стебли прямостоячие, полегающие или стелющиеся. Листья супротивные сидячие яйцевидные, эллиптические, линейные зубчатые, обычно средне-зеленые. Цветки трубчатые, околоцветник 5-дольный, две верхние доли со шпорами и желтыми пятнами у основания, три нижние доли более крупные. Цветки собраны в верхушечную кисть. Цветение длится от начала июня до первых заморозков. Некоторые виды холодостойкие до −8°С. В условиях умеренного климата используют как однолетнее растение. Естественный ареал — Южная Африка.

## Агротехника

### Уход
Хорошо растет на солнечных местах, на влажных, питательных, с хорошим дренажем, почвах. В сухие периоды необходим регулярный полив. Отцветшие цветки надо удалять, тогда цветение продлится.

### Размножение
Семена высевают в марте при 16 °С, посевной ящик накрывают стеклом, сеянцы высаживают в открытый грунт в мае; столонные виды делят весной; стеблевые зеленые черенки срезают весной с перезимивавших в теплице растений или укореняют полузрелые — срезанные летом. Молодые укорененные растения оставляют зимовать в теплице.

### Болезни и вредители
Слизни и улитки.

## Использование в культуре
Применяют в передней части цветников, на солнечных берегах водоемов, на высокой клумбе, в рокарии, очень популярны как ампельное на балконах и террасах.

## Классификация/Систематика

### Список видов
- D. anastrepta, полегающий многолетник с яйцевидными листьями длиной 2,5 см. Цветёт летом гроздьями темно-розовых поникающих цветков диаметром 2 см. Высота куста 25-40 см, ширина до 50 см. Южная Африка, Лесото;
- D. barbarea, прямостоячий или раскидистый ковровый многолетник с узко-сердцевидными бледно-зелеными длиной 2—3 см листьями. Цветет летом гроздьями лососевых, абрикосовых или розовых цветков диаметром 2—3 см. Высота куста 15—20 см, ширина до 60 см. Южная Африка;
- D. fetkaniensis, стелющийся многолетник с опушёнными листьями, розовыми цветами с выпуклыми пятнами в зеве, со шпорами; цветет с лета до ранней осени. Высота куста 25 см, ширина 50 см. Южная Африка, Лесото;
- D. integerrima, syn. D. integrifolia, стелющийся многолетник с тонкими, дугообразными побегами с линейными или ланцетными 2,5 см длиной листьями. Цветет летом розово-фиолетовыми цветками около 2 см, с широким горизонтальным нижним отгибом. Высота куста 30 см, ширина 50 см. Южная Африка;
- D. rigescens;
- D. vigilis.

### Некоторые сорта
- Blackthorn Apricot, цветы абрикосово-розовые; куст высотой 25 см, шириной 50 см;
- Fisher’s Flora, бледно-зеленые листья, цветы темно-розовые на длинных цветоносах, Высота 25 см, ширина 60 см. Южная Африка;
- Ruby Fild, очень густо цветет мелкими лососевыми цветками, высота куста 25 см, ширина 60 см.

## Фотогалерея

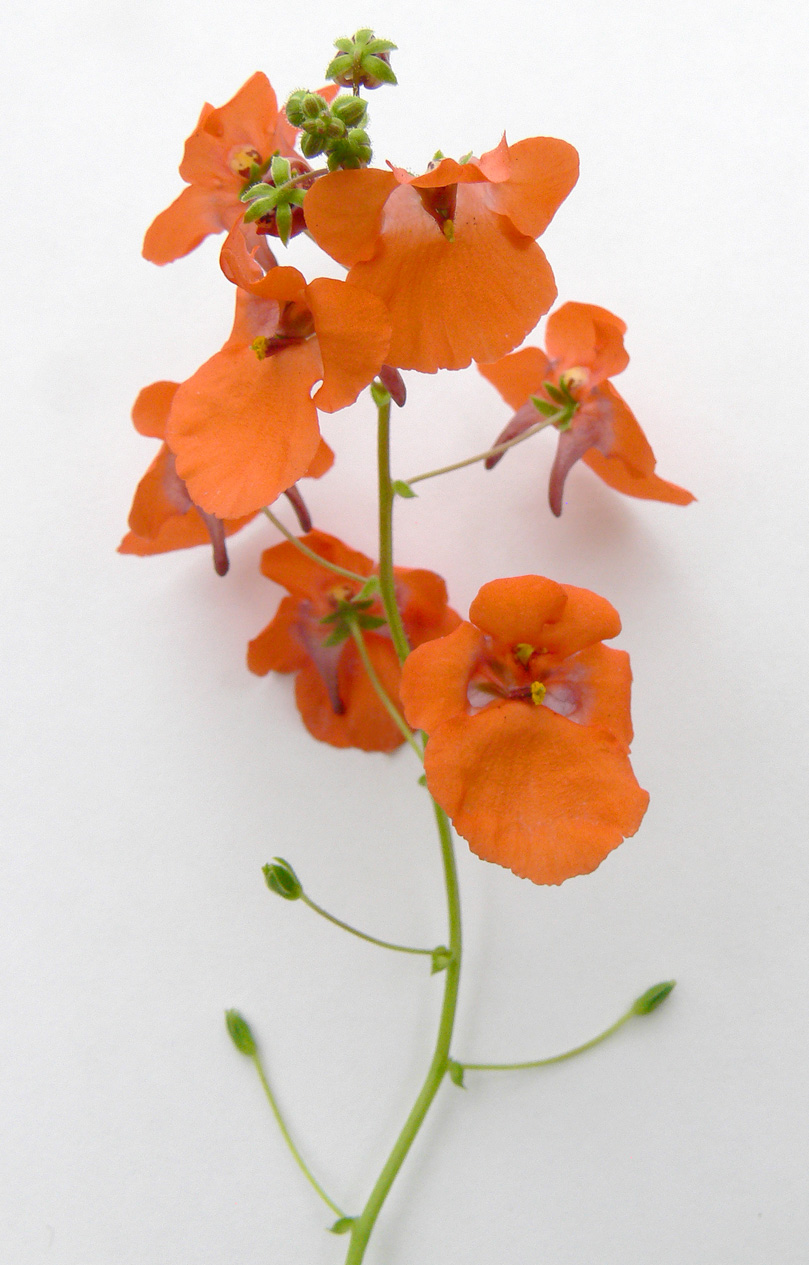
Диасция, цветки сорта Little Tango
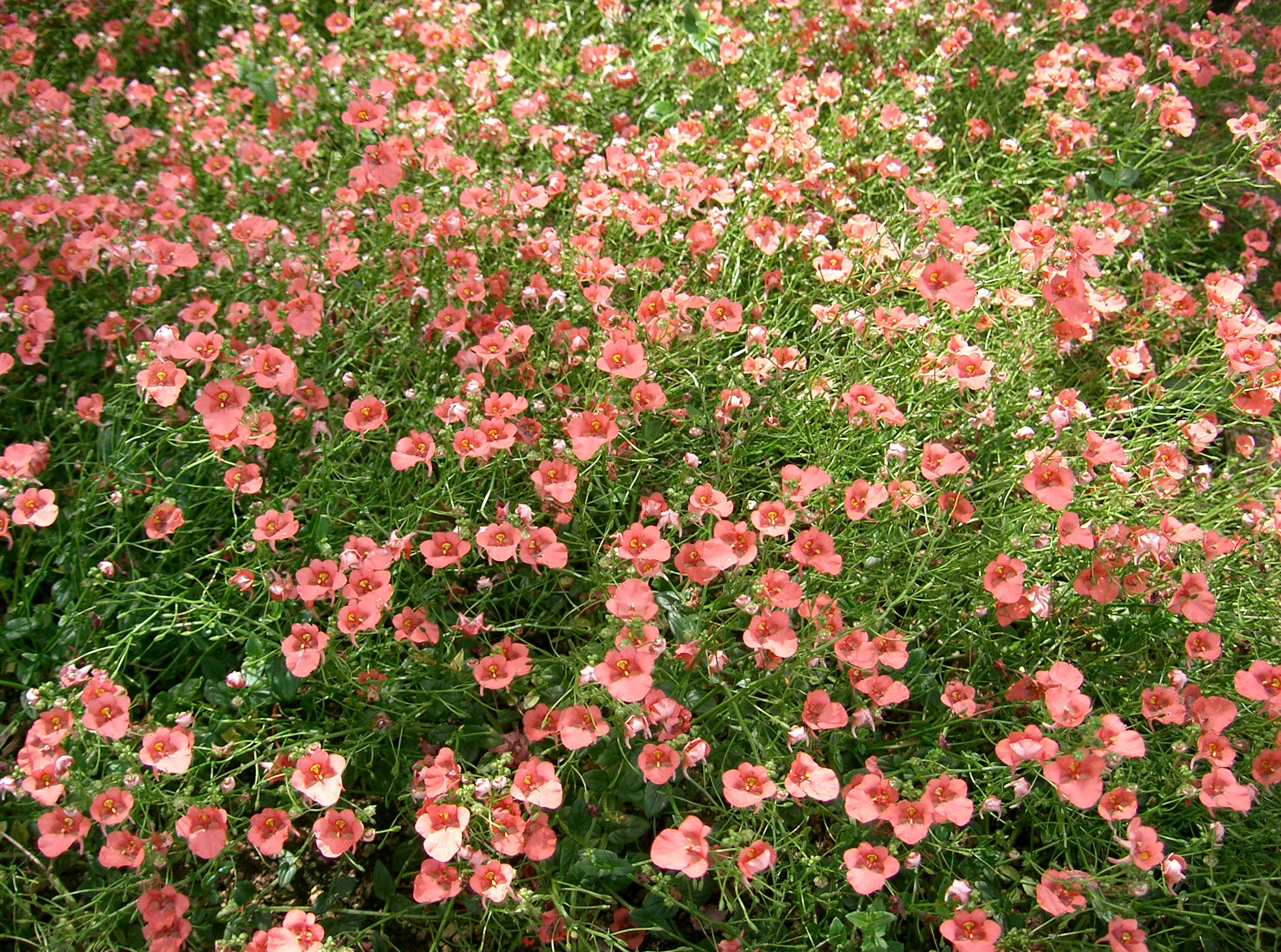
Диасция, сорт 'Coral Belle'
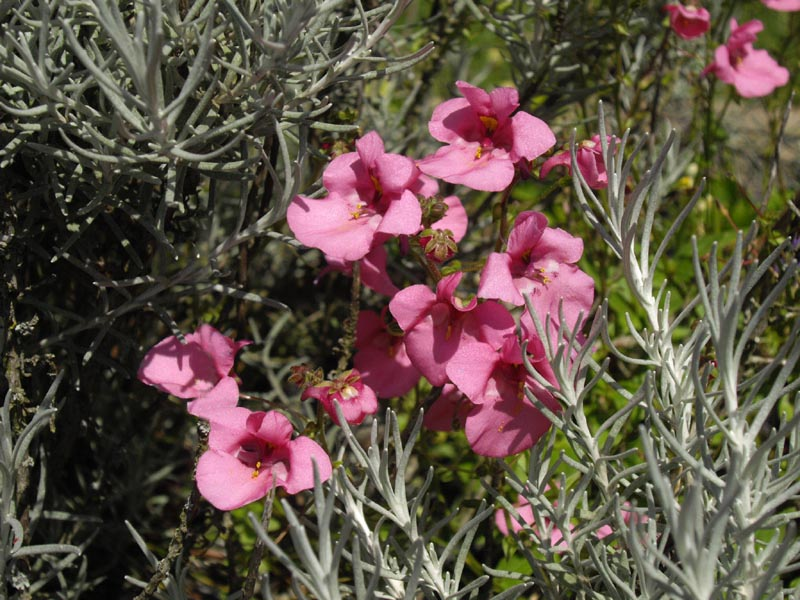
Диасция 'Pink Butterfly'
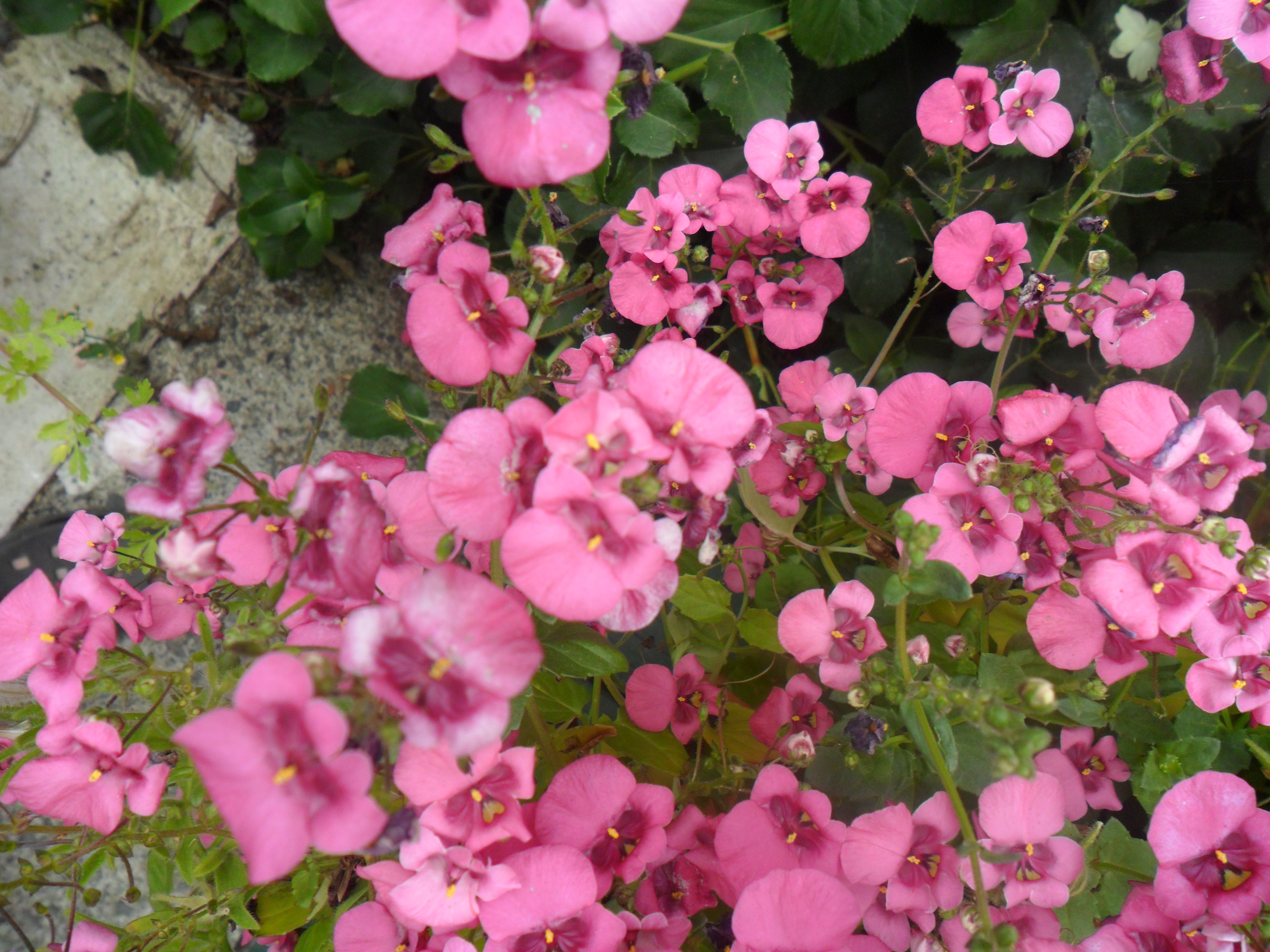
Диасция
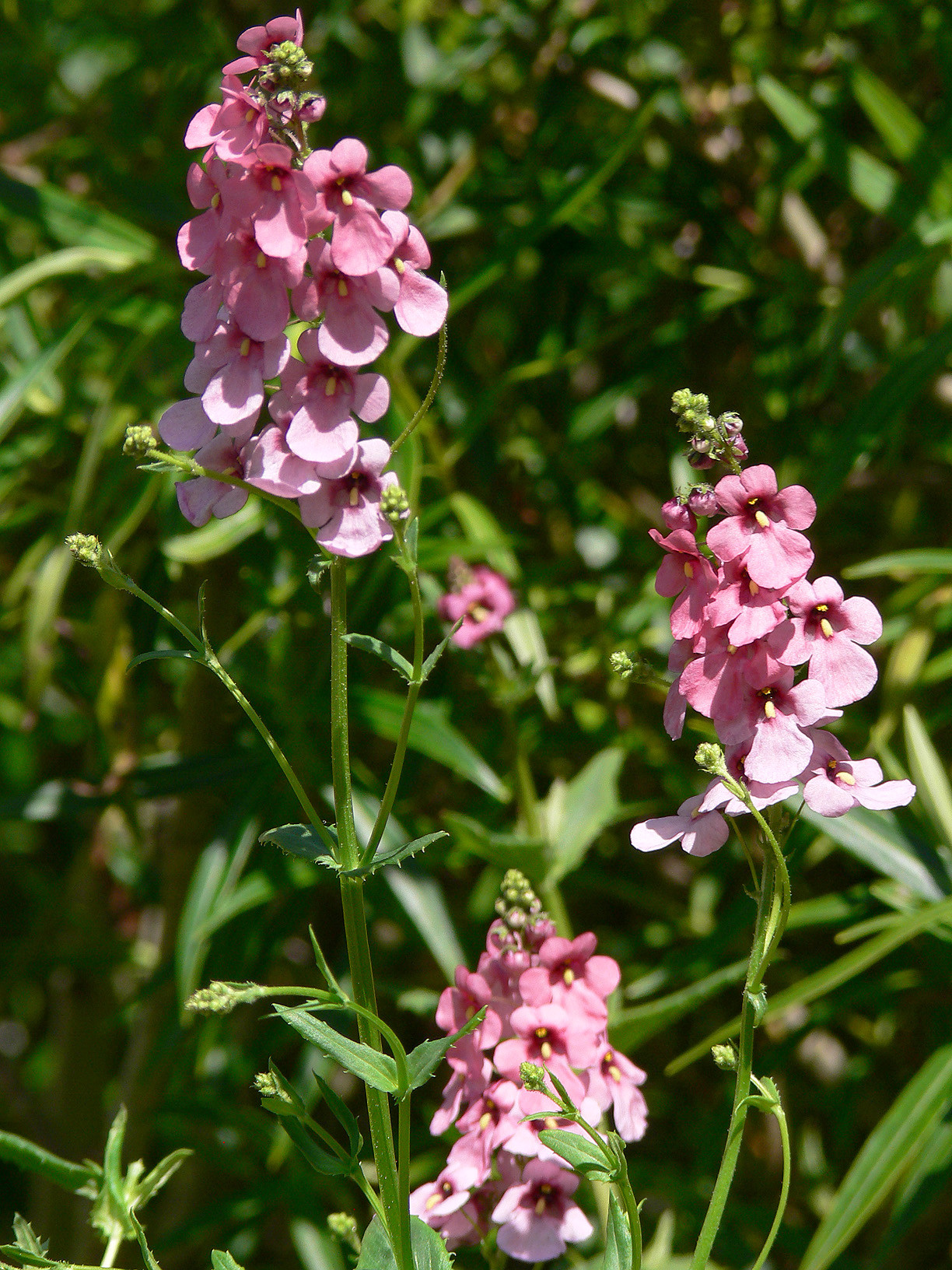
Диасция Personata Hopleys